# Алкогольдегідрогеназа
Алкогольдегідрогеназа (алкоголь: НАД ± оксидоредуктаза, КФ 1.1.1.1 [Архівовано 8 лютого 2021 у Wayback Machine.]) — фермент класу дегідрогеназ, що каталізує окислення спиртів і ацеталів до альдегідів і кетонів у присутності нікотинамідаденіндинуклеотиду (НАД). Алкогольдегідрогенази (алкоголь: НАД ± оксидоредуктази) є димерами, що складаються із субодиниць із молекулярною масою близько 40 000 і містять іон цинку Zn2+.

## Функції
Каталізує реакцію: етанол + НАД+ ⇌ ацетальдегід + НАДН + H+.
Є специфічним для клітин печінки. Поява його в сироватці крові свідчить про пошкодження клітин печінки. Різке підвищення вмісту ферменту спостерігається при гострих гепатитах (при цьому його показники приходять до норми раніше, ніж показники трансаміназ). При обтураційній жовтяниці, цирозах печінки, інфаркті міокарда, м'язовій дистрофії Ерба зазвичай не спостерігається підвищення активності ферменту в крові.

## Механізми дії
Оптимум дії ферменту має місце при pH 8,0. Ціаніди, йодоацетат гальмують дію ензиму.

## Поширення
У великих кількостях фермент міститься лише в печінці, але невелику кількість також містять нирки. Сліди ферменту також виявлено в серцевому і скелетних м'язах людини. У сироватці крові здорової людини відсутній.
Активність алкогольдегідрогенази в організмі людини залежить від віку, статі, етнічної приналежності, генетичної схильності. Наприклад, молоді жінки не можуть обробляти алкоголь з такою ж швидкістю, як молоді чоловіки, тому що вони не експресують алкогольдегідрогеназу так само високо, хоча зворотне істинне для середнього віку. З ростом частоти і регулярності вживання алкоголю активність алкогольдегідрогенази знижується.

## Фармакогенетика алкогольдегідрогенази
Алкогольдегідрогеназа (АДГ) — фермент, представлений різними формами. Охарактеризовано 5 класів АДГ. Їх фармакогенетика не вивчена широко, але добре відомі їхні субстрати: крім етанолу та інших аліфатичних спиртів, включають 4-гідроксиноненаль, альдегіди, отримані перекисним окисленням ліпідів, стероїди, гідроксильовані жирні кислоти, проміжні сполуки медіаторних шляхів у процесі утворення ретиноєвої кислоти з вітаміну А.

### Клас I (ADH1)
Мають етанол-окислювальну активність. Гени трьох типів ADH1A, ADH1B, і ADH1C кодують α-, β-, і γ-субодиниці, які можуть утворювати гомо- і гетеродимери, відповідальні за більшу частину окислювальної активності печінки стосовно до етанолу. Деякі дослідження продемонстрували менший ризик стати алкоголіком для азійців з наявністю ADH1B2 алеля (частота 60-80 % в азійських популяціях і близько 4 % у безалкогольних європейських популяціях). Також деякі дослідження вказують на поширення алеля ADH1C1 серед безалкогольної популяції.

### Клас III (ADH3)
Високо консервативні, активні стосовно глутатіон-кон'югованого формальдегіду, а також до глутатіон-NO і до вільних гідроксильованих жирних кислот і лейкотрієнів. Ферменти класу III беруть участь у шляху ліквідації формальдегіду і мають давнє походження від прокаріотів, але, попри це, форми ферменту ADH5 варіюються незначно.

### Клас IV (ADH4)
Мають ретинол-дегідрогеназну активність, беруть участь у формуванні ретиноєвої кислоти і, отже, в регуляції диференціювання клітин хребетних. Кодуються в людини геном ADH4.

## Вплив різних АДГ на метаболізм етанолу
На підставі кінетичних властивостей різних варіантів і передбачуваного вмісту ферменту АДГ в печінці, дослідники розрахували внесок різних ферментів АДГ на здатність печінки окислювати етанол. Для людини (середня вага якого 70 кг), у якої концентрація етанолу в крові приблизно 100 мг/100 мл, якщо вона гомозиготна за ADH1B1 і ADH1C1, ферменти класу I окислюють 70 % етанолу. Для людини гомозиготної за ADH1B1 і ADH1C2 окислювальна здатність становить 80 %. Присутність ADH1C2 аллеля пов'язана зі злегка зниженою окислювальною здатністю, тоді як наявність adh1b2 і adh1b3 аллеля була б пов'язана з істотно вищою окислювальною здатністю (тобто швидшим окисленням етанолу в ацетальдегід). Ці розрахунки наближені, оскільки не враховують розміру печінки і відмінності експресії генів.
Гени ADH1B і ALDH2 (ген, що кодує одного з представників сімейства альдегіддегідрогеназ) найсильніше пов'язані з ризиком розвитку алкоголізму. Вони здатні зменшити ризик алкоголізму шляхом збільшення локальних рівнів ацетальдегіду, або за рахунок швидкого окислення етанолу, або за рахунок повільного окислення ацетальдегіду. Точний баланс між швидкостями окислення етанолу і ацетальдегіду може мати вирішальне значення при визначенні концентрації ацетальдегіду в клітинах, таким чином, що невеликі відмінності у відносній активності ADG і ALDH можуть викликати значні відмінності в концентрації ацетальдегіду).
Через цей тонкий баланс, вплив варіацій генів ADG і ALDH на ризик розвитку алкоголізму можна продемонструвати тільки незалежно один від одного, тобто, дослідники можуть визначити відмінності в ризику між людьми, що несуть різні алелі одного гена, але ідентичні алелі інших генів.

## Алкогольдегідрогеназа і вітамін А
Сімейство ферментів алкогольдегідрогенази (АДГ) може брати участь у метаболізмі ретинолу (вітаміну А), а також у метаболізмі етанолу. Деякі члени сімейства АДГ надають перевагу ретинолу як субстрату, замість етанолу, і їхня здатність окислювати ретинол конкурентно пригнічується високими концентраціями етанолу. Крім того, існує сімейство альдегіддегідрогеназ (ALDH), що містить кілька представників, які надають перевагу ретиналю як субстрату, замість ацетальдегіду.

## Конформаційні зміни і каталіз алкогольдегідрогенази
Як показано за допомогою рентгенівської кристалографії, в печінці коня алкогольдегідрогеназа зазнає глобальних конформаційних змін при зв'язуванні НАД+ або НАДН, що включають поворот каталітичного домену відносно кофермент-зв'язувального домену та перебудову активного сайту для отримання каталітично-активного ферменту. Зміна конформації вимагає повного коферменту і залежить від різних хімічних або мутаційних замін, які можуть збільшити каталітичну активність завдяки зміні кінетики ізомеризації і швидкості дисоціації коферментів.
Після того, як фермент зв'язав НАД+, субстрат витісняє гідроксид, пов'язаний з каталітичним цинком. Цей обмін може включати реакцію подвійного заміщення, де карбоксильна група залишку глутамінової кислоти спочатку заміщає гідроксид, а потім субстрат заміщає залишок глутамату. В отриманому фермент-НАД+-алкоголятному комплексі атом водню переноситься на кофермент.